# Śladami Tecumseha
Śladami Tecumseha – powieść przygodowa dla młodzieży Longina Jana Okonia z 1980 roku. Powieść jest trzecią częścią Trylogii indiańskiej tego autora.
Po śmierci Tecumseha (w poprzednim tomie), Ryszard Kos i jego indiańscy przyjaciele z konfederacji plemion, próbują kontynuować walkę przeciwko Amerykanom, w dalszym ciągu wspierając Brytyjczyków. Jednak mimo odwagi i determinacji, Amerykanie są coraz silniejsi.